# Sanja Grohar
Pour les articles homonymes, voir Grohar.
Sanja Grohar (née le 7 février 1984) à Kranj est un mannequin, une chanteuse et une présentatrice de télévision slovène.
Elle remporté le concours de Miss Slovénie en 2005 et participa au concours Miss Monde 2005. Elle remporta le titre de meilleure Playmate 2007 dans la version slovène du magazine Playboy.